# Phare de Tamandaré
Le Phare de Tamandaré (en portugais : Farol do Tamandaré)  est un phare situé dans la ville de Tamandaré, dans l'État du Pernambouc - (Brésil). 
Ce phare est la propriété de la Marine brésilienne  et il est géré par le Centro de Sinalização Náutica e Reparos Almirante Moraes Rego (CAMR) au sein de la Direction de l'Hydrographie et de la Navigation (DHN).

## Histoire
Le premier phare avait été établi dès 1902. C'était une tourelle en fonte.
Le second phare, datant des années 1930, est une tour cylindrique de 22 m de haut, avec galerie et lanterne. L'édifice est peint en blanc. Il a été érigé au coin sud-ouest du Fort de Saint-Ignace de Tamandaré. Il est situé à 50 km au sud-ouest du phare de Santo Agostinho.
Le phare émet, à une hauteur focale de 27 m, trois éclats blancs par période de 10 secondes. 
Identifiant : ARLHS : BRA102 ; BR1348 - Amirauté : G0214 - NGA : 110-17964 .

### Lien connexe
- Liste des phares du Brésil